# 원시소년 로크
원시소년 로크는 CTW와 필름 로만 프로덕션이 제작한 미국의 TV 애니메이션 시리즈이다. 그것은 1993년 9월 18일에 ABC에서 처음 방영되었다. 원시소년 로크는 1.5 시즌 동안 방영을 지속했고, 1995년 여름까지 재방송을 했다.
대한민국에서는 1997년에 MBC를 통해 방영되었다.

## 등장인물

### 동굴 사람
- 크로: 네안데르탈인의 부족이 입양한 11세 크로마뇽인 소년.
- 오그: 크로의 입양 네안데르탈인 부족.
- 고그: 민감한 네안데르탈인.
- 보브: 네안데르탈인 부족의 또다른 입양자.
- 낸시: 그녀의 도시 전설로 유명한 네안데르탈인 부족의 족장.